# Прапор Гесден-Золдера
Прапор Гесден-Золдера був офіційно затверджений муніципальною радою 25 листопада 1982 року як муніципальний прапор бельгійської комуни Гесден-Золдер в провінції Лімбург. 3 грудня 1984 року він був підтверджений урядом Фландрії та остаточно опублікований 8 липня 1986 року в офіційному бельгійському державному віснику.

Офіційно прапор описується так: 
Жовтий з прямостоячим зеленим дубовим листом, з жолудями по обидва боки стебла.
Жовтий колір поля було обрано як колір, який з'являється на гербах колишніх комун Гесден і Золдер. Дубове листя та жолуді нагадують нам про колишню територію Houeljken, спочатку відому як Houdt Eijken, Дубовий ліс.

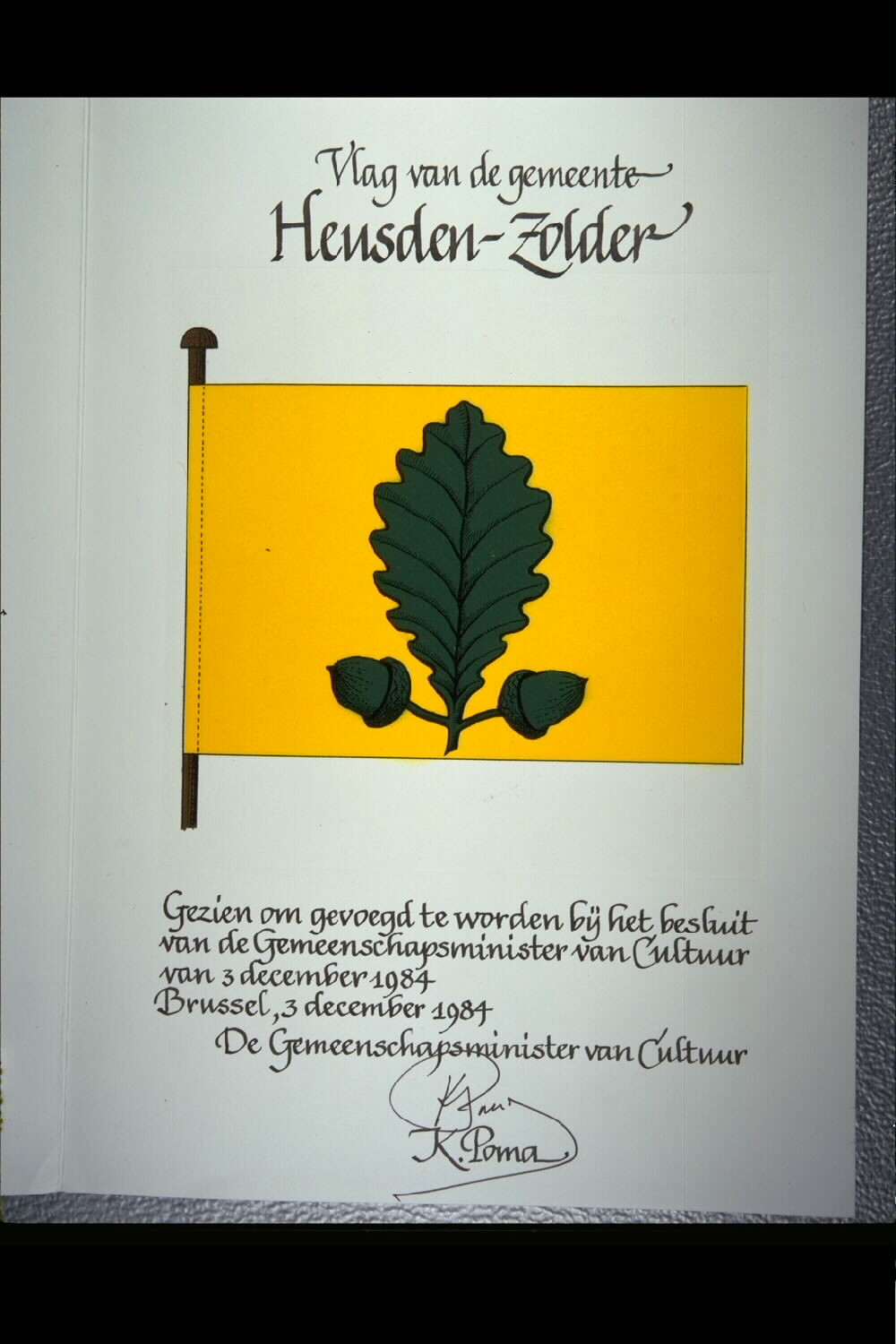
Дизайн прапора, намальований Карелом Помою